# Miguel Amilibia Matximbarrena
Miguel Amilibia Matximbarrena (Sant Sebastià, 1901 - 1982) fou un advocat i polític basc, besnet d'Eustasio Amilibia Egaña. Es llicencià en dret a la Universitat d'Oviedo. Treballà com a director de la Caixa de Guipúscoa, era afiliat al PSOE i va defensar als sublevats en la Revolució d'Astúries de 1934. A les eleccions generals espanyoles de 1936 fou elegit diputat del Front Popular per Guipúscoa. Va formar part de la Comissió d'Estatuts juntament amb José Antonio Aguirre Lekube i Ramón Viguiri y Ruiz de Olano, i fou assessor jurídic del Departament de Treball del Govern d'Euzkadi. El 1937 fou nomenat secretari del Comitè Central Socialista d'Euskadi, i amb Rufino Laiseca Oronoz defensà la creació d'un Partit Socialista Basc, autònom del PSOE, i que va sostenir també durant el seu exili.
Durant la guerra civil espanyola va defensar la República dins l'Eusko Gudarostea com a cap de la Junta de Defensa de Guipúscoa, lluitant al front d'Irun i a Avilés com a tinent d'artilleria. El 1937 fou l'últim parlamentari basc en abandonar Bilbao, aconseguí fugir a Gijón i d'ací a Catalunya en un pesquer. El 1939 passà a França, poc després fou tancat en un camp a Algèria fins que el 1942 aconseguí marxar a Buenos Aires, on va trencar amb la disciplina del PSOE (d'on en fou expulsat el 1946) i va treballar com a traductor i periodista. El 1977 va tornar al País Basc i el 1978 ingressà a Herri Batasuna, de la que en fou membre de la Mesa Nacional poc abans de la seva mort. El 2009 va ser rehabilitat dins el PSOE junt amb 35 militants més expulsats el 1946.

## Obres
- Los batallones de Euskadi (1976)
- De Versalles a Hiroshima